# Мартышка-гусар
Мартышка-гусар, или обыкновенный гусар  (лат. Erythrocebus patas) — вид обезьян семейства мартышковых, представитель рода Erythrocebus.
Длина тела самцов 58—75 см, длина хвоста 62—74 см, весят 7,5—12,5 кг. Все конечности длинные, клыки очень большие. Шерсть обычно рыже-коричневая, на предплечьях, нижней стороне тела и конце хвоста светло-жёлтая, усы белые (из-за них мартышки и получили русское название «гусары»). Обитают в Африке к югу от Сахары — в Сенегале, Судане, Эфиопии, Уганде. Живут в лесистых степях и открытых саваннах. Днём ищут пищу (травы, бобы, плоды, зёрна, мелких животных, не брезгуют падалью которую отбирают у гиен), прячась в высокой траве. На ночь забираются на деревья, сооружают шалаши из травы, в качестве закрепляющего материала используют собственные экскременты. Держатся группами в 5—30 особей.
Альфред Брем писал об этом виде:

«Мартышка-гусар принадлежит к числу скучнейших и диких мартышек; другие наблюдатели, может быть, и могут сказать о нём что-нибудь хорошее. По росту она на половину или по крайней мере на треть больше предыдущих видов. Лицо у неё черное, нос беловатый, бакенбарды белые, на голове у неё темно-красное пятно с темным ободком, верхняя часть тела глянцевитого, ржаво-красного или золотисто-красного цвета; нижняя часть тела и внутренняя часть конечностей белые. Область распространения этой обезьяны простирается от западного берега Африки до Абиссинии. Я видел, сколько мне помнится, гусара только несколько раз в лесах Голубого Нила, южнее Сенаара; Гейглин и Гартманн встречали его чаще, преимущественно в небольших степных рощах или в высокой траве, цвет которой несколько соответствует окраске его шерсти. Выражение его лица ворчливо и очень нелюбезно, и поступки соответствуют этой внешности. Пока он молод, то всё-таки несколько приветлив, в старости раздражительность его так усиливается, что сношения с ним делаются невозможными. Он относится недружелюбно ко всем другим существам, не исключая и прочих видов обезьян; во всех он видит врагов, все, по-видимому, ему надоедают, и самые невинные действия принимает он за обиды. Простой взгляд уже сердит его, а хохот приводит в сильную ярость. Тогда он широко открывает рот и показывает свои относительно большие зубы, а если окажется возможным, то больно кусает врагов. Ласковые слова на него не действуют, а побои не только не улучшают, но ещё более портят его нрав. Насколько помнится, я ни разу не видел действительно ручного старого гусара, а встречал только сердитых и злых обезьян этого вида».